# Mường Kim
Mường Kim là xã thuộc huyện Than Uyên, tỉnh Lai Châu, Việt Nam.

## Địa giới hành chính
Đông giáp xã Hồ Bốn, huyện Mù Căng Chải, tỉnh Yên Bái; Tây giáp xã Tà Hừa, huyện Than Uyên; Nam giáp các xã Tà Mung và Ta Gia, huyện Than Uyên; Bắc giáp xã Mường Cang, huyện Than Uyên.

## Lịch sử hành chính
Tháng 11 năm 2003, xã Mường Kim cùng với các xã, thị trấn trong huyện Than Uyên chuyển từ tỉnh Lào Cai về tỉnh Lai Châu mới.
Năm 2006, một phần diện tích và dân số, bao gồm 5.094,7 ha diện tích tự nhiên và 3.760 người của xã Mường Kim được tách ra để thành lập xã Tà Mung.